# Telebasura
Telebasura (pronuncia-se telebassúra, do Espanhol tele e basura, que significa "TV" e "lixo", respectivamente) ou em português telelixo é um termo depreciativo Espanhol para programas de TV não-ficção que são percebidos como "lixeira". Obviamente, a classificação de um determinado programa como telebasura pode ser subjectivo, mas o termo é amplamente utilizado nos meios de comunicação em países de língua Espanhola, e tem havido tentativas de defini-lo de uma forma sistemática. Por exemplo, os programas podem ser definidos como aqueles que desobedecem a códigos deontológicos dos jornalistas e apresentadores de televisão e que difusa valores que influenciam pessoas (principalmente jovens) de uma forma negativa. O termo telebasura é geralmente associado a Reality Shows e Talk Shows em que o moderador é tanto parcial ou inexistente, os partidários de um determinado ponto de vista são a maioria, ou insultos, linguagem abusiva e predominam alvoroço. 
Telebasura indiscutivelmente tem as suas origens em programas de TV norte-americanos dos anos 1980, mas países de língua Espanhola desenvolveram suas próprias versões de Talk Show tablóide. Sálvame, um programa na Telecinco de Espanha que incide sobre fofocas de celebridades daquele país, é um exemplo de um Talk Show que foi categorizada pelos críticos como telebasura.

## Características
A telebasura é muitas vezes comparada à imprensa sensacionalista. Alguns dos argumentos utilizados para denunciar um programa como telebasura são a existência nele de: 
- Manipulação da informação, ou a confusão de informação e opinião.
- Nenhum respeito do direito à privacidade.
- Conversão de dor e miséria humana em espectáculo.
- Foco em escândalo sexual, ou violência.
- Uso do corpo humano nu, especialmente o feminino.
- Minimizando as consequências da prostituição e consumo de drogas.
- Aberração apresentada como um modelo a imitar.
- Desprezo de qualquer figura de autoridade.
- Brigar, em vez de diálogo.
- Linguagem ofensiva.
- O relativismo cultural, e a difusão de uma subcultura.
- Promoção da pseudociência e ocultismo.
- Foco excessivo sobre a vida privada de celebridades e pessoas famosas.
- Exaltação do ridículo.